# Polskie Towarzystwo Zespołu Aspergera
Polskie Towarzystwo Zespołu Aspergera – polska fundacja założona w 2012, której misją jest wszechstronne wspieranie dzieci dotkniętych Zespołem Aspergera, pomoc ich rodzinom, a także edukacja w zakresie poszerzania wiedzy i umiejętności rodziców, wolontariuszy, nauczycieli i specjalistów, dotycząca Zespołu Aspergera.

## Działania
Główne działania fundacji to:
- Prowadzenie szkoleń i różnych formy konsultacji indywidualnych, głównie dla rodziców dzieci z zespołem Aspergera, najczęściej w zakresie spraw formalnych, prawnych związanych z funkcjonowaniem dziecka z ZA w szkole, uzyskiwaniem orzeczenia o niepełnosprawności itp. Także udzielanie informacji o funkcjonowaniu organizacji i instytucji zajmujących się ZA, a także książkach, stronach internetowych i innych źródłach wiedzy fachowej nt. ZA.
- Wspieranie informacyjnie (w zakresie zespołu Aspergera) organizacji społecznych i  ich wolontariuszy.
- Analizowanie i przedstawianie uwagi do projektów rozporządzeń w zakresie funkcjonowania w szkołach uczniów ze specjalnymi potrzebami edukacyjnymi.
- Prowadzenie badań rodzin dzieci z zespołem Aspergera.
- Działalność wydawnicza.

Polskie Towarzystwo Zespołu Aspergera jest współorganizatorem ogólnopolskiego konkursu dla szkół promującego działania wzmacniające bezpieczne i efektywne funkcjonowanie w szkołach uczniów ze specjalnymi potrzebami edukacyjnymi „Szkoła przyjazna dla każdego” (odbyły się dotąd dwie edycje konkursu – 2013 i 2014).

## Publikacje
- Grzegorz Całek, Halina Łuszczak, Halina Jankowska, Mam dziecko z zespołem Aspergera :) Poradnik dla rodziców[2]
- Grzegorz Całek, Katarzyna Kwapińska, Sytuacja dzieci z zespołem Aspergera w Polsce. Raport z badań 2014[3]
- Grzegorz Całek, Halina Łuszczak, Mam dziecko z niepełnosprawnością. Poradnik dla rodziców